# Presse sous le Second Empire
 (octobre 2016).
 (octobre 2016).
La presse sous le Second Empire est un moment pivot du monde journalistique en France. Les journalistes considèrent encore ce moment comme une période sombre de la presse. Mais malgré les entraves à la liberté de la presse soumis à l'arbitraire du pouvoir, ces vingt années furent celle d'un développement de la presse française, avec une diversification du journalisme. Pour la première fois, on vit se développer largement les servitudes de la presse moderne, celles qu'elle subit et celles qu'elle impose, et les vertus libératrices de l'information.
Si l'on regarde les chiffres, le Second Empire a vu le tirage des quotidiens passer de 200 000 exemplaires par jour à 1,5 million. Pour ce qui est de la diversité des titres, entre 1851 et 1870, ils ont été multipliés par cinq.

## Évolution et description de la presse
L'image de la presse du Second Empire est encore aujourd'hui une image sombre, une presse soumise à l'arbitraire du pouvoir, privée de sa liberté. Mais malgré les entraves d'une réglementation qui cherchait à limiter l'influence politique des journaux, la presse française a réussi à s'épanouir, ce qui permit une diversification du journalisme.
En particulier dans les années 1860 où il y eut les débuts d'une véritable révolution de la presse à un sou : pour la première fois en Europe, les classes populaires accédaient à la lecture régulière du journal quotidien.
Une progression comparable survient également pour les titres de la presse littéraire, scientifique, technique ou d'annonces.
L'expansion du marché de la presse participait à l'évolution générale de la société ; ainsi le gouvernement cherchait à contrôler et limiter l'influence des journaux, considérée comme un danger pour le régime, et non à freiner la croissance de la presse elle-même.
Cette croissance fut accélérée par de multiples innovations techniques qui augmentèrent la production en réduisant les coûts :
- généralisation des presses à réaction : 5 à 6 000 exemplaires par heure et recto-verso
- 1865: mise au point des rotatives par Marinoni pour Le Petit Journal et par Derriey pour La Petite Presse : plus de 35 000 exemplaires à l'heure
- 1846 : mise au point des flans en carton par Claude Genoux
- 1852 : perfectionnement du système précédent par Nicolas Serrières pour La Presse de Émile de Girardin
- à partir de 1857 : le papier en fibre de bois remplaça le papier de chiffon, ce qui permit l'abondance d'un papier moins cher

D'autres facteurs entrèrent en compte dans le progrès de la presse :
- le développement des chemins de fer, qui permit à la presse parisienne de se diffuser dans le reste de la France. Le besoin d'information servit l'expansion de la presse.
- l'amélioration des services postaux, qui profita également à la diffusion de la presse
- l'ouverture du télégraphe en 1850 aux dépêches privées et aux agences de presse, qui favorisa le marché de l'information
- la nette diminution des analphabètes (53 % en 1832, 38 % en 1852 et 21,5 % en 1872), à la suite de la politique scolaire de la monarchie de Juillet avec Guizot, et de l'Empire avec Gustave Rouland et Victor Duruy, ce qui augmenta le nombre de lecteurs de plus en plus demandeurs

L'Empire a maintenu le suffrage universel masculin instauré en 1848, ce qui servit la presse de deux manières. Premièrement, on vit apparaître un intérêt pour les débats politiques chez les citoyens, et ainsi ils se mirent à lire les journaux. Deuxièmement, en stimulant la vie politique, les campagnes électorales favorisèrent la naissance des journaux qui constituaient un moyen efficace de propagande pour les différents partis (y compris et surtout ceux de l'opposition).
L'expansion du journalisme toucha le domaine politique mais également les milieux financiers. Les gérants de l'économie, alors que l'activité commerciale et industrielle française était au beau fixe, recherchaient l'appui des journaux pour intéresser les Français aux marchés boursiers et de consommation. Hommes d'affaires et grands établissements financiers furent commanditaires de journaux, faisant ainsi de la presse un instrument indispensable de toutes les spéculations économiques et financières.

## Force de limitation et force d'expansion
Pendant toute la période du Second Empire, la politique du gouvernement accordait beaucoup d'importance à la presse. Les lois sur la presse étaient un critère déterminant du degré de libéralisme du gouvernement.

### Sous un empire autoritaire
La période du Second Empire qui s'étend de 1852 à 1860 est couramment qualifiée d'Empire autoritaire. Cette qualification se vérifie à travers la politique du gouvernement à l'égard de la presse : les premières années furent celle d'une mise en tutelle administrative. En effet, les anciennes méthodes furent conservées ou améliorées : 
- le monopole postal (imposant l'abonnement individuel comme seul moyen de diffusion)
- la surveillance accrue du colportage et de la vente sur la voie publique des imprimés non périodiques
- le cautionnement
- le timbre (imposé à tout organe  cautionné, et augmenté de 4 à 6 centimes par feuille)
- le brevet pour les imprimeurs et pour les libraires

Mais ces systèmes de limitation de diffusion de la presse ne semblèrent pas suffisants pour le gouvernement : dès le coup d'État, il supprima deux douzaines de quotidiens à Paris (donc seulement onze subsistèrent); et dans le reste de la France, les nouveaux préfets interdirent les rares journaux démocrates qui avaient su jusque-là faire face aux autorités.
Une nouvelle procédure originale de contrôle des journaux qui avaient mécontenté le pouvoir, fut mise en place : l'avertissement. Le premier avertissement était un rappel à l'ordre, le second, une suspension temporaire du titre, et le troisième, une interdiction définitive.
Ainsi, sans avoir recours à la censure, le gouvernement forçait les directeurs de journaux à imposer à leur rédaction une auto-censure par crainte de mécontenter les autorités. Le plus souvent, la simple menace d'un avertissement suffisait à calmer les ardeurs critiques des feuilles opposantes, sans avoir recours non plus à des sanctions judiciaires. 109 avertissements furent délivrés au total aux journaux de Paris de 1852 à 1866, et seulement six journaux furent supprimés dont L'Assemblée nationale en 1858 et L'Univers en 1860.
Malgré la sévérité de cette tutelle les onze titres autorisés à Paris conservèrent leur nuance dans la présentation et le commentaire de l'actualité :
- L'Univers, catholique ;
- L'Union et La Gazette de France, monarchiques ;
- L'Assemblée nationale, orléaniste ;
- Le Journal des débats, libéral ;
- La Presse, gouvernemental ;
- Le Moniteur universel, officiel ;
- Le Pays, Le Constitutionnel et La Patrie, officieux ;
- Le Siècle, « moniteur de l'opposition » (anti-clérical).

### Un régime plus libéral
À partir de 1860, l'Empire commença à se libéraliser : la guerre d'Italie marqua le début d'une évolution car le prestige de la victoire rassurait l'Empereur ; une révision des méthodes de la propagande gouvernementale semblait nécessaire. Dès 1859, en septembre, la création de L'Opinion nationale fut autorisée à Paris : c'était un organe libéral inspiré par Napoléon et créé afin de concurrencer Le Siècle alors puissant. 
D'autres titres apparurent : 
- Le Monde (1860)
- Le Temps (1861) d'Auguste Nefftzer, libéral protestant
- L'Avenir national d'Alphonse Peyrat, national démocrate doctrinaire
- L'Époque, bonapartiste libéral
- La Liberté, légitimiste racheté par Émile de Girardin
- L'Étendard (1866), gouvernemental

L'Univers de Louis Veuillot, organe catholique fut autorisé à réapparaître en février 1867, il en fut de même pour Le Journal de Paris, orléaniste, en mars. 
De nouveaux journaux naquirent (ou réapparurent) dans le reste de la France, parallèlement au renforcement des feuilles dites « dévouées » au pouvoir. Une diffusion prudente visait à satisfaire l'opinion publique et à affaiblir les organes d'opposition alors dispersés. À la suite de la politique de Persigny, le droit d'adresse fut rétabli avec le décret du 24 novembre 1860 ; dès lors, les journaux obtinrent le droit de reproduire les débats parlementaires. 
En octobre 1867, les organes parisiens dévoués avaient une diffusion nettement inférieure à celles des feuilles d'opposition. 
L'Empire continua à se libéraliser avec la loi du 11 mai 1868 qui démantelait le système de 1852 : l'autorisation préalable fut remplacée par la simple déclaration, les avertissements furent abolis et le timbre fut réduit. 
Cette loi annonça la multiplication des procès en correctionnelle, cependant aucune amende ni séjour en prison ne fut un obstacle efficace contre la formidable augmentation du nombre et de l'audace de la nouvelle presse d'opposition. 
S'ensuivit l'augmentation de la création de titre, aussi bien à Paris que dans le reste de la France. À celle-ci s'ajouta un accroissement de la diffusion : en deux ans, le tirage de la presse politique nationale avait été multiplié par deux, et le ton de beaucoup de ces nouveaux titres atteignit très vite un degré inouï de violence contre l'Empire. 
La presse était composée de nombreux quotidiens mais également de feuilles hebdomadaires dont la plus célèbre fut La Lanterne d'Henri Rochefort. Avant cela, il fut chroniqueur du Figaro de Hippolyte de Villemessant. Après avoir été dans l'obligation de s'en séparer, ce dernier lui offrit le moyen de continuer à s'exprimer dans cette brochure de 62 pages de petit format. Le succès de La Lanterne fut considérable : son tirage fut de 120 000 exemplaires dès son premier numéro de mai 1868. Son insolence entama une véritable « révolution du mépris ». D'autres feuilles démocrates prirent le relais après sa suppression : en 1870 l'apogée de l'insolence fut atteint avec le quotidien La Marseillaise. 
La presse d'opposition a su susciter des affaires scandaleuses et ainsi jamais la puissance de la presse ne fut plus évidente : l'affaire de la souscription Baudin en décembre 1869, puis l'affaire Pierre Bonaparte en janvier 1870, ébranlèrent fortement l'autorité du pouvoir et contribuèrent à l'énervement de l'opinion.

## Diversité de la presse

### Dans plusieurs domaines
En parallèle de la presse quotidienne et politique, il existe une presse périodique moins ancrée dans l'actualité : son rôle et son public sont différents. Le Second Empire vit naître ou s'épanouir de futures véritables institutions de la presse française.
Le Messager de Paris (1858) fut le premier quotidien de la presse économique. 
Autour de la bourse existaient des dizaines de titres dont le mensuel Journal des économistes (1841).   
L'Économiste français, bimensuel,  dont le sous-titre est: Journal de la science sociale, organe des intérêts métropolitains et coloniaux, est fondé  en 1861 par Jules Duval. Ce titre deviendra hebdomadaire en 1863.
Les publications juridiques étaient dominées par La Gazette des tribunaux (1825) et Le Droit (1835) qui étaient surtout lus pour leur compte-rendu des grands procès.
Après 1848, la presse féminine, quant à elle, n'était représentée que par des magazines de luxe relativement chers.
De grands éditeurs se lancèrent dans la presse enfantine : Hachette avec La Semaine des enfants (1857) et Hetzel avec Le Magasin d'éducation et de récréation (1864). Jean Macé, Jules Verne et la comtesse de Ségur collaborèrent à ces projets.
Il y eut également une multiplication des publications médicales, scientifiques et techniques grâce à l'avancée de la recherche et au progrès des activités industrielles.
La presse religieuse prit aussi un essor remarquable avec, entre autres, la naissance des Semaines religieuses (1859).
L'Artiste (1831) et La Gazette des beaux-arts (1859) fondé par Charles Blanc dominaient la presse artistique.
Les grandes revues littéraires se multiplièrent sous le Second Empire ainsi que les nombreuses revues savantes universitaires et catholiques.
La Lune (1865) succéda au Charivari (1862) et permit à la presse de caricature de se renouveler, et ceci grâce aux portraits-charges d'André Gill : avant son interdiction, 40 000 exemplaires étaient tirés, puis il devint L'Eclipse.
L'une des plus anciennes originalités de la presse française est l'existence d'une presse de la vie parisienne : échos indiscrets sur la vie des salons et des coulisses, chroniques légères, mots d'esprit, critiques littéraires ou théâtrales composaient cette presse. Non politique et non timbrée, elle était tolérée par le pouvoir qui voyait en elle une source de divertissement pour les Parisiens, mais également pour les provinciaux et les étrangers. Elle jouissait d'une grande liberté d'expression si elle se tenait de ne pas aborder certains sujets. Ainsi, elle attira le talent de grands journalistes. Le Second Empire fut l'âge d'or de cette presse parisienne.
Mais elle fut vite balayée, après 1871, car les autres journaux se multiplièrent grâce à la suppression du timbre et la reconnaissance de la liberté de la presse, et ils intégrèrent à leur contenu le concept même des chroniques et échos parisiens comme il en fut le cas du Figaro.
En effet, Le Figaro donne un bel exemple de ce journalisme à la française aux côtés du magazine illustré La Vie parisienne (1863) de Marcelin. Cependant, il fut contraint de payer le timbre et de verser le cautionnement car les autorités s'opposèrent au fait qu'il côtoyait la politique en bénéficiant des avantages des feuilles culturelles. Son succès fut considérable : il fut un organe vivant et brillant de la presse du Second Empire et l'un des plus grands journaux parisiens.
Il ne faut pas oublier non plus les feuilles de théâtre ou de boulevard qui étaient innombrables et donnèrent leur chance à une masse d'apprentis littérateurs.

### La presse à un sou
Les classes populaires des bourgs et des villes, désormais pour l'essentiel alphabétisées, contrairement aux masses rurales encore trop isolées, furent gagnées progressivement par le goût et le besoin de lecture de la presse.
Depuis 1815, ces lectures populaires (livres, brochures, feuilles volantes, journaux, offerts aux classes populaires) étaient surveillées par la politique du gouvernement : la littérature de colportage, les cabinets de lecture et la lecture dans les cabarets furent contrôlés. Dans cette même politique de contrôle, tous les moyens furent utilisés pour limiter l'accès au journal : augmentation du prix du timbre et limitation de la vente au numéro. Cette dernière était la seule façon pour les lecteurs les plus pauvres d'accéder à la presse contrairement aux classes les plus aisées qui pouvaient se permettre de souscrire un abonnement (exemplaire envoyé à domicile par la poste dont la taxe postale s'ajoutait au prix du journal).
Les progrès de l'instruction et l'élévation du niveau de vie favorisèrent le goût de lire le journal dans les milieux populaires (ouvriers, artisans et petits commerçants).
Des éditeurs parisiens furent encouragés, par les autorités du Second Empire, à créer une presse populaire qui joua sur l'attrait des romans-feuilletons populaires. La première mesure adoptée fut la vente au numéro, en boutique ou à la criée, afin que les classes populaires puissent accéder à cette nouvelle presse. Ce système contenta le gouvernement qui favorisa alors l'expansion de ce nouveau marché de lecture populaire et de romans-feuilletons. Ainsi beaucoup de magazines apparurent comme le Journal pour tous (1855), Le Samedi, La Ruche parisienne, La Semaine des familles, L'Ami du soldat... Ils étaient vendus à 5 ou 10 centimes et connurent un succès phénoménal aussi bien à Paris, dans les quartiers populaires, que dans le reste de la France, tout particulièrement dans les villes industrielles. Ce marché s'élargit de nouveau, et sa rentabilité fut révélée, avec la guerre d'Italie pendant laquelle le ministère de l'intérieur autorisa, en 1859, la diffusion de journaux vendus au numéro et relatant les nouvelles et les récits de la guerre.
Dans cette optique d'une nouvelle presse française, la création du  Petit Journal, quotidien non politique, vendu au numéro à un sou, fut autorisée et Moïse Polydore Millaud en fut le fondateur. Avec ses romans-feuilletons, ses faits divers et ses articles de divertissement, il marque un tournant dans l'évolution de la presse. En 1867, il tirait plus que tous les autres quotidiens parisiens réunis.
De ce fait, cela représentait un journalisme passionnant et plein d'attrait, et qui semblait politiquement inoffensif. Cette dernière caractéristique n'était, en effet, qu'une apparence car certaines idéologies étaient véhiculées par les romans-feuilletons comme, par exemple, Le Juif errant et Notre-Dame de Paris qui prônaient un anticléricalisme populaire, ou encore Le Comte de Monte-Cristo qui était très subversif. 
Les journaux à un sou atteignirent progressivement le reste de la France. Ils commencèrent à politiser leur contenu à partir de 1870, date à laquelle les républicains supprimèrent le timbre et le monopole postal pour les feuilles politiques. Aucun pays européen ne connut une révolution comparable à cette époque. La pénétration de ces journaux dans les milieux populaires les détourna de la lecture des journaux politiques démocrates comme Le Siècle, ce qui ravit les autorités. Toutefois, ces feuilles firent entrer la presse dans un nouvel âge, celui du journal pour tous.